# Ventilago vitiensis
Ventilago vitiensis är en brakvedsväxtart som beskrevs av Asa Gray. Ventilago vitiensis ingår i släktet Ventilago och familjen brakvedsväxter. Inga underarter finns listade i Catalogue of Life.